# روبرت بنگش
روبرت بنگش (انگلیسی: Robert Bengsch؛ زادهٔ ۶ اکتبر ۱۹۸۳) دوچرخه‌سوار اهل آلمان است.